# Roseapple Pi
Roseapple Pi je v informatice název jednodeskového počítače podobného populárnímu Raspberry Pi (poznámka: ovoce rose apple je česky pěnovka). Za vývojem stojí stejnojmenná tchajwanská společnost. Primárním operačním systémem je Linux. Hlavní využití by měl najít ve školách pro studenty a učitele při výuce informatiky. V současnosti (rok 2016) se cena pohybuje okolo 1250 Kč, aktuální verze desky je 1.1 (mírně se liší oproti předchozí verzi 1.0).

## Charakteristika
Roseapple Pi je počítač ve velikosti kreditní karty. Procesor je taktován na 1,1 GHz a velikost operační paměti je 2GB (DDR3 DRAM). Operační systém je nahrán na MicroSD kartě ze které se bootuje.

## Hardware
| Parametr         | Popis                                         |
| ---------------- | --------------------------------------------- |
| CPU              | Quad-Core ARM Cortex-A9 (28nm)                |
| GPU              | PowerVR SGX544                                |
| RAM              | 2GB DDR3 DRAM                                 |
| Interní úložiště | 4MB SPI NOR Flash 4GB ~ 64GB eMMC (volitelné) |
| Externí úložiště | Micro SD/TF karta (až 64GB)                   |
| Audio výstup     | 3,5 Audio Jack                                |
| Video výstup     | HDMI 1.4 s HDCP (konektor typu A/C)           |
| USB              | USB 3.0 (typ A) x1 USB 2.0 (typ A) x2         |
| Ethernet         | 10/100 Mbit/s                                 |
| Napájení         | 5V/2A přes microUSB kabel                     |

### Periferie
Roseapple Pi nabízí na samotné desce infračervené čidlo (IR) a mikrofon.

### Expanzní konektor
Jedná se o 40pinovou lištu nabízející:
- Napájení +3,3V, +5V
- I2C, I2S
- UART
- SPI
- GCLK
- GPIO 16× (programovatelné I/O piny)

### Napájení
Počítač je napájen zdrojem 5V/2A s konektorem typu MicroUSB. Hodnota 2A je doporučena výrobcem a neměla by být nižší.

### Tlačítka a vypínače
Na počítačové desce je umístěn vypínač napájení a k vypnutí počítače tedy není nutné odpojovat USB kabel.

## Software
Podporovanými operačními systémy pro Roseapple Pi jsou Debian, Ubuntu, Fedora, Android 5.0/5.1. Operační systém lze stáhnout ze stránek výrobce.